# Lagangilang
Lagangilang (Bayan ng Lagangilang, Abra) är en kommun i Filippinerna. Kommunen ligger på ön Luzon, och tillhör provinsen Abra. Folkmängden uppgår till 13 490 invånare.
Lagangilang är indelat i 17 barangayer.